# ماك ديفيس
ماك ديفيس (بالإنجليزية: Mac Davis)‏ (21 يناير 1942 - 29 سبتمبر 2020)، هو مغني وكاتب أغاني وموسيقي وممثل أمريكي، ولد في 21 يناير 1942 في الولايات المتحدة.

## أعمال

### أفلام
- (2006) زخرفة القاعات

## وصلات خارجية
- ماك ديفيس على موقع IMDb (الإنجليزية)
- ماك ديفيس على موقع ميوزك برينز (الإنجليزية)
- ماك ديفيس على موقع قاعدة بيانات برودواي على الإنترنت (الإنجليزية)
- ماك ديفيس على موقع إن إن دي بي (الإنجليزية)
- ماك ديفيس على موقع أول ميوزيك (الإنجليزية)
- ماك ديفيس على موقع ديسكوغز (الإنجليزية)
- ماك ديفيس على موقع قاعدة بيانات الفيلم (الإنجليزية)